# Правителство
Правителството е висш колективен орган на изпълнителната власт в държавата, съставен от министри, всеки от които е отговорен за определена част от дейността му. В по-широк смисъл под „правителство“ може да се разбира и цялата администрация, подчинена на министрите.
В парламентарните републики се избира от парламента. При изразен вот на недоверие правителството е длъжно да подаде оставка. В президентските републики се образува (назначава) от президента. Правителството може да бъде еднопартийно или коалиционно. Оглавява се от председателя на Министерския съвет или на кабинета, министър-председател или премиер(-министър). Състои се от министри, които ръководят отделни сфери на държавното управление. В България това е Министерският съвет.

## Функции
Основната функция на правителствата е да осигуряват сигурността и благоденствието на своите граждани. Това може да включва поддържане на социалния порядък, но не е само това.[ неясно? ] При либералните режими той се основава на личните свободи, докато при други системи може да произтича от политическа или религиозна идеология, или дори от прагматичния стремеж на управляващия елит да запази позициите си. За осъществяването на тази функция правителствата разчитат главно на масовото приемане на политическата система от жителите на страната, което може да се постигне по различни начини – от традиция и организирано гражданско образование до използваните в тоталитарните системи сложни методи за пълен идеологически контрол. За ежедневното избягване на конфликти между жителите на страната и поддържане на обществения ред правителствата използват полицията, като в тази дейност важна роля играе и съдебната власт.
Друга функция на правителствата е предпазване на страната от враждебна външна намеса и, обратно, въздействие върху други държави за постигане на различни политически или икономически цели. За тази цел правителствата поддържат свои въоръжени сили, както и системи за разузнаване и контраразузнаване. Те имат и специализирани ведомства за провеждане на външна политика, чрез двустранни контакти с други страни или чрез участие в международни организации.
Съвременните правителства често предоставят определен кръг обществени услуги, пряко чрез контролирания от тях обществен сектор или финансирайки тяхното предоставяне от частния сектор. Обхватът на доставяните от правителството стоки и услуги варира в широки граници – от почти никакви в предмодерните държави до почти всички в плановите икономики с преобладаващо държавна собственост. В много страни обществените услуги включват образование, здравеопазване, социални грижи, транспортна инфраструктура, гражданска отбрана.
Освен прякото си участие в икономиката, правителствата се намесват в нея и с други средства с цел да постигнат определени политически цели. Сред тях са фискалната политика (размерът и структурата на данъците и държавните разходи), паричната политика (регулиране на паричното предлагане в икономиката), размерът и структурата на митата, административни намеси в стопанската дейност – пълна забрана на определени дейности, ограничаване на достъпа до пазара на нови доставчици, определяне на минимални или максимални цени, ограничаване на количествата или качествата на определени стоки или услуги и други.
Съществена функция на правителствата е осигуряването на финансиране за различните им дейности чрез налагането на данъци, мита, такси и други принудителни плащания. Съвременните правителства обикновено разчитат за това на комплекс от разнородни източници, като данъците могат да се налагат върху различна данъчна основа – доходите на хора или предприятия, вътрешните или международни търговски сделки, размера на недвижимо или движимо имущество, предавана в наследство собственост и други. Събирането на данъците се извършва от специализирана данъчна администрация, която наблюдава и контролира основната част от стопанския живот.

## Положение в държавното управление
В миналото правителствата разполагат с пълната държавна власт, но повечето съвременни държави прилагат, поне номинално, система на разделение на властите. Тя е базирана на Британската конституционна система, която е популяризирана в средата на XVIII век от Шарл дьо Монтескьо като универсален модел на добро управление. Разделението на властите предполага разграничение и взаимна автономия на три основни клона на управлението – правителство, законодателна власт и съдебна власт. При него правителството не се намесва в създаването на законите и съдебните спорове, а се ограничава до функциите си, свързани с ежедневното управление на държавата.
В системите с демократично управление правителство имат много ограничено влияние върху законодателната власт, докато тя осъществява съществени контролни функции върху него. При парламентарната демокрация законодателната власт назначава основната част от правителството, често може да променя или отстранява състава му, определя бюджета и други законови ограничения върху неговата дейност. В същото време при парламентарните режими правителството обикновено разполага с парламентарно мнозинство, което осигурява значителна степен на взаимодействие между правителството и законодателната власт. При президентските републики и някои, главно исторически, форми на конституционна монархия, законодателната власт има по-ограничено влияние върху персоналния състав на правителството, но запазва възможностите си за въздействие върху него чрез законите и бюджета.
При разделението на властите съдебната власт обикновено е по-силно обособена от другите две власти, като нейната автономия се смята за ключова за ефективността ѝ. В същото време тя осъществява контрол върху правителството чрез възможността си да определя законосъобразността на неговите действия. В някои страни тази дейност е обособена в самостоятелни административни съдилища. В авторитарните режими и абсолютните монархии разделението на властите не съществува или е само формално, като правителствата ефективно контролират и другите две власти.
Правителствата в различните страни имат различна степен на контрол върху изпълнителната власт в административно-териториалните единици. В някои страни цялата местна администрация е назначена и пряко контролирана от правителството, но в повечето демократични режими има някаква степен на местно самоуправление. При него определени местни администрации са изборни и се ползват с оперативна автономия спрямо централното правителство. При федералните държави техни подразделения имат собствени правителства и известна степен на законодателна самостоятелност.

## Структура
Централното ръководство на правителствата се осъществява по един от два основни начина. В президентските системи ключовите решения са отговорност на президента, докато останалите членове на правителството имат съвещателни функции. В парламентарните системи ръководителят на правителството (наричан в различните страни по различен начин – министър-председател, премиер, канцлер, председател на правителството и други) може да има по-големи или по-малки правомощия, но определен кръг основни решения се вземат от колективния орган на правителството (наричан министерски съвет, съвет на министрите, кабинет и други).
Правителството осъществява дейността си чрез специализирани ведомства, всяко от които осъществява определен кръг от неговите функции. В различните страни тези ведомства могат да носят различни наименования – министерства, агенции, департаменти, служби и други. Приетата в началото на XXI век практика в България е те да се наричат министерства (когато ръководителят им е член на Министерския съвет), държавни агенции (когато са пряко подчинени на Министерския съвет, но ръководителят им не е негов член), изпълнителни агенции (когато са подчинени на определен министър) и държавни комисии (които имат специфични контролни или регулаторни функции).
Конкретната организация на министерствата варира в различните страни и исторически периоди, но в повечето съвременни държави действат няколко основни министерства или техни съответствия:
- Министерство на външните работи – отговаря за външната политика и международните отношения, както и оказва съдействие на гражданите на държавата в чужбина[24]
- Министерство на вътрешните работи – отговаря за вътрешната сигурност, включително полицията и противопожарната дейност, управлението на бедствия, гражданската регистрация, имиграцията, в някои страни за надзора на местните власти, провеждането на избори, държавната администрация
- Министерство на финансите – обикновено отговаря за държавните финанси и бюджет и фискалната политика и финансовите регулации
- Министерство на отбраната – отговаря за въоръжените сили и външната сигурност
- Министерство на правосъдието – отговаря за администрирането на системата на правосъдието, включително затворите, и за правителствената политика в тази област, в много страни извършва надзор над дейността на прокуратурата[25] и националното следствие
- Министерство на образованието и науката – отговаря за научните и за образователните институции в Република България
- Министерство на здравеопазването – отговаря за здравеопазването

Други министерства, които съществуват в различни страни, са насочени към различни други области от дейността на правителствата – икономическа политика и управление на държавните предприятия (общо или за определени сектори, като промишленост, търговия, туризъм, транспорт, енергетика, нефтодобив и други), обществена инфраструктура, опазване на околната среда, култура, жилища, заетост, регионална политика, спорт, религия, наука и други.

## Формиране
Редът на формиране на органите на изпълнителна власт е различен в различните страни.
В страните с парламентарна форма на управление, правителството обикновено се сформира от представители на победилата на изборите за парламент политическа партия или коалиция от партии. Ако нито една от партиите не е спечелила мнозинство, се провеждат коалиционни преговори между партиите, в резултат на които се сформира или правителство на мнозинството или на малцинството, или (ако преговорите са неуспешни) се провеждат нови парламентарни избори.
В президентските републики изпълнителната власт е оглавена от президента. В страните с парламентарна форма на държавно управление, както и в част от републиките със смесена форма на управление, държавния глава не влиза в системата от органи на изпълнителната власт. Въпреки това, той има пълномощия, отнасящи се към сферата на изпълнителната власт. Що се касае до редица страни със смесена форма на държавно управление (Полша, Русия, Румъния, Франция и др.), то в тях съществуват така наречения дуализъм в изпълнителната власт.

### Парламентарна и смесена форма на управление
В конституциите на държавите с парламентарна и смесена форми на управление има две процедури за формироване на правителство. Тези процедури се състоят от определени съвместни действия на парламента и държавния глава при образуването на правителство. Съдържанието на тези действия обаче се отличава.
Първа процедура
Тази процедура води началото си от Великобритания и дълго време е общоприета, с известни модификации, в различните страни. По нея, главата на държавата, формално по своя преценка назначава министър-председателя и по предложение на последния – другите членове на правителството. Парламентът няма влияние върху това назначение. Правителството действа дотогава, докато парламентът не гласува против принципно важен въпрос, предложен от правителството, или приеме отделна резолюция за недоверие към правителството (вот на недоверие). И макар правителството да може да продължи работата си, на практика то излиза в оставка, тъй като неговите действия са парализирани от парламентарната обструкция.
В редица страни е необходимо правителството да получи инвеститура в парламента. За това лидерът на правителството, който е назначен от държавния глава, е длъжен да представи на парламента състава на правителството и/или да изготви правителствена програма. Ако парламентът одобри предлаганото, правителството получава инвеститура.
Втора процедура
При тази процедура ролята на парламента при формирането на правителството е определяща още от началния стадий. В някои страни, например във ФРГ, парламентът може да не поддържа предложенната от главата на държавата кандидатура за ръководител на правителството. Тогава парламентът по съответна процедура сам сформира правителство.
В други страни такъв тип номиниране и одобряване на кандидати за държавни позиции зависи само от политическите партии и техните парламентарни групи. Обикновено на поста министър-председател се номинира лидера на парламентарното мнозинство или по споразумение между партиите членки на парламентарна коалиция – лидерът на една от тези партии. Само в случай че нито една политическа партия не разполага с мнозинство в парламента, ролята на държавния глава е от решаващо значение. Съществуването на правителството зависи от парламентарното мнозинство.

### Президентска форма на управление
В страните с президентска форма на управление, като САЩ, се прилага т.нар. „външен“ парламентален метод за съставяне на правителство. Характерно за „класическата“ президентска република е, че пълномощията на държавен глава и глава на кабинета са съвместени и са в ръцете на президента, а длъжността министър-председател отсъства. Парламентът не участва пряко в процеса на формирането на кабинета или неговаото участие в това е ограничено.
В Руската федерация, според руската конституция от 1993 г., структурата на федералните органи на изпълнителната власт се предлага от министър-председателя и се одобрява от президента. Руската конституция дава на федералните органи на изпълнителната власт правомощието да създават свои териториални органи в субектите на федерацията.

## Политическа подкрепа

### Коалиционно правителство
Коалиционното правителство е правителство при многопартийна парламентарна система на управление, образувано от няколко политически партии. Преди всичко се създава за получаване на абсолютно мнозинство в парламента. Освен това коалиции могат да се създават и в период на извънредни обстоятелства (икономически или външнополитически, например като война) за по-голяма координация при управлението – например, в съвременна Северна Ирландия.
Коалиционното правителство може да включва в себе си всички партии, представени в парламента (правителство на националното единство) или най-големите политически сили (голяма коалиция). Коалициите са най-разпространени в страните с пропорционална система на гласуване, даваща на малките партии повече места в парламента, отколкото мажоритарната.
Коалиционните кабинети са най-разпространени в страните на Скандинавия и Бенелюкс, в Германия, Израел, Италия и др. Федералният съвет на Швейцария Швейцарии се съставя от представители на основните политически сили. Коалиции, често състоящи се от няколко партии, сред европейските страни са наблюдават в Германия (където традиционно блокът ХДС/ХСС образува коалициа със СвДП (управляващ от 2009 г., а СДПГ – със СвДП или „Зелените“ (макар че през 1966 – 1969 и 2005 – 2009 г. действа широка коалиция на ХДС и СДПГ) и Ирландия.

### Правителство на малцинството
Правителство на малцинството е термин, обозначаващ правителство при многопартийна парламентарна система на управление, чиито съставящи го партии не разполагат с абсолютното мнозинство от местата в парламента. Недостатък на дадената система е възможността за честото внасяне на вот на недоверие срещу правителството. Такава ситуация се преодолява с образуването на коалиционно правителство.
Повечето правителства на малцинствата се срещат в страните с Уестминстърска система – така например в Канада, когато нито една партия не разполага с мнозинство, най-голямата по брой места партия сформира правителство на малцинството с парламентарната подкрепа на малките партии. Във Великобритания обаче, след парламентарните изборите през 1974 г., в които никоя партия не печели мнозинство, са проведени нови парламентарни избори, които дават възможност за образуването на правителство на мнозинството. В Шотландия, от 2007 до 2011 г., Шотландската национална партия оглавява правителство на малцинството, поради невъзможността да сформира коалиция в шотландския парламент. В Уелс, на изборите същата година, от лейбъристите и Уелската партия е образуван коалиционен кабинет.

### Правителство на мнозинството
Правителство на мнозинството е термин, обозначаващ правителство при многопартийна парламентарна система, образувано от една политическа партия, която има абсолютно мнозинство в парламента.
Най-често такова правителство се среща при двупартийна система, и по-специално, при Уестминстърската система във Великобритания, Малта или в англоговорещите страни на Западните Индии. В действителност, правителство на мнозинството се сформира и при устойчива коалиция на две или повече партии, така например в Австралия – от коалицията между Либералната партия и Национална партия на федерално ниво.

### Правителство на националното единство
Правителство на националното единство (също наричано Национално правителство) е коалиционно правителство при многопартийна парламентарна система на управление, образувано с участието на повечето политически партии. Най-често се сформира по време на криза (по време на война, икономически проблеми, или за да се предотврати разделянето на страната).
Например, правителство на националното единство действа в Обединеното кралство в периода 1931 – 1945 г. (образувано от консерватори, либерали и лейбъристи по време на Голямата депресия и Втората световна война), в Канада по време на Първата световна война, под ръководството на Робърт Лиърд Бордън (макар и без участието на част от опозиционните либерали), в Израел в периода на Шестдневната война, в Кения – от 2008 г. за разрешаване на политическата криза, причинена от резултатите от президентските избори, в САЩ в периода на гражданска война от 1864 до 1868 г., в качеството на партия на националния съюз, водена от Ейбрахам Линкълн.

## В международните отношения
Правителство в изгнание е правителственоподобна политическа група или коалиция, която се провъзгласява за легитимно правителство на страната, но по силата на различни причини няма реална власт. Правителствата в изгнание обикновено функционират с оглед на това, че ще се завърнат в страните си и ще получат властта там. Правителствата в изгнание често възникват в хода на държавни преврати, граждански войни и военни окупации. Нерядко те имат ограничено признание от други страни или въобще нямат.